# Franz Delitzsch

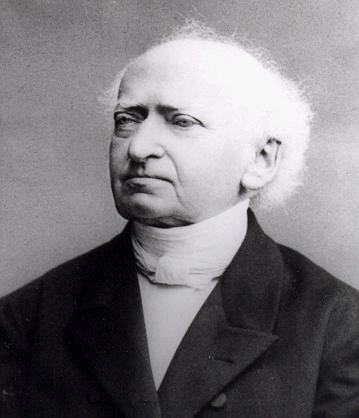
Franz Delitzsch

Franz Julius Delitzsch (* 23. Februar 1813 in Leipzig; † 4. März 1890 ebenda) war ein deutscher evangelisch-lutherischer Theologe mit dem Schwerpunkt alttestamentliche Exegese und Aktivist der christlichen Judenmission. Er gilt als herausragender Kenner der hebräischen Sprache.

## Familie
Franz Delitzsch wurde als Sohn des kleinen Händlers, Handarbeiters und Tagelöhners Johann Gottfried Delitzsch und der Susanna Rosina geb. Müller in Leipzig geboren. Er hatte zwei ältere Geschwister und überlebte als einziges Kind seiner Eltern das frühe Säuglingsalter.
Am 4. März 1813 wurde Delitzsch in der Nikolaikirche in Leipzig auf die Vornamen „Franz Julius“ getauft. Als einer seiner Taufpaten ist im Taufregister der Nikolaigemeinde der Altwarenhändler, damals: „Meubler“, Franz Julius Hirsch genannt, nach dem Delitzsch seine Vornamen hat.
Dass Delitzsch trotz der kleinen Verhältnisse, aus denen er stammte, Schule und Universität besuchen konnte, verdankt er dem jüdischen Antiquar Lewy Hirsch, den er seinen „Wohltäter von Jugend an“ nennt und der im selben Haus wohnte und der Familie Delitzsch nahestand.
Es bestehen Spekulationen darüber, dass Lewy Hirsch der Taufpate oder sogar der leibliche Vater von Franz Delitzsch gewesen sein könnte. Ähnliche Gerüchte deuten auf unterschiedliche Art und Weise eine jüdische Abstammung Delitzschs hin. Delitzsch selbst hat sie alle stets abgewiesen. Diese Gerüchte stützen sich unter anderem auf Delitzschs außerordentlich gute Kenntnis des Hebräischen sowie der rabbinischen Literatur und sein großes Interesse an der Judenmission. Auch Lewy Hirsch ließ sich wohl unter Delitzschs Einfluss taufen und nahm dabei den Namen „Theodor“ an, was eher dagegen spricht, dass er mit dem Taufpaten Franz Julius Hirsch identisch ist.
Franz Delitzschs ältester Sohn Johannes Delitzsch (1846–1876) war ebenfalls Theologe. Ein anderer seiner Söhne ist der bekannte Assyriologe Friedrich Delitzsch (1850–1922), der den Babel-Bibel-Streit auslöste.

## Leben

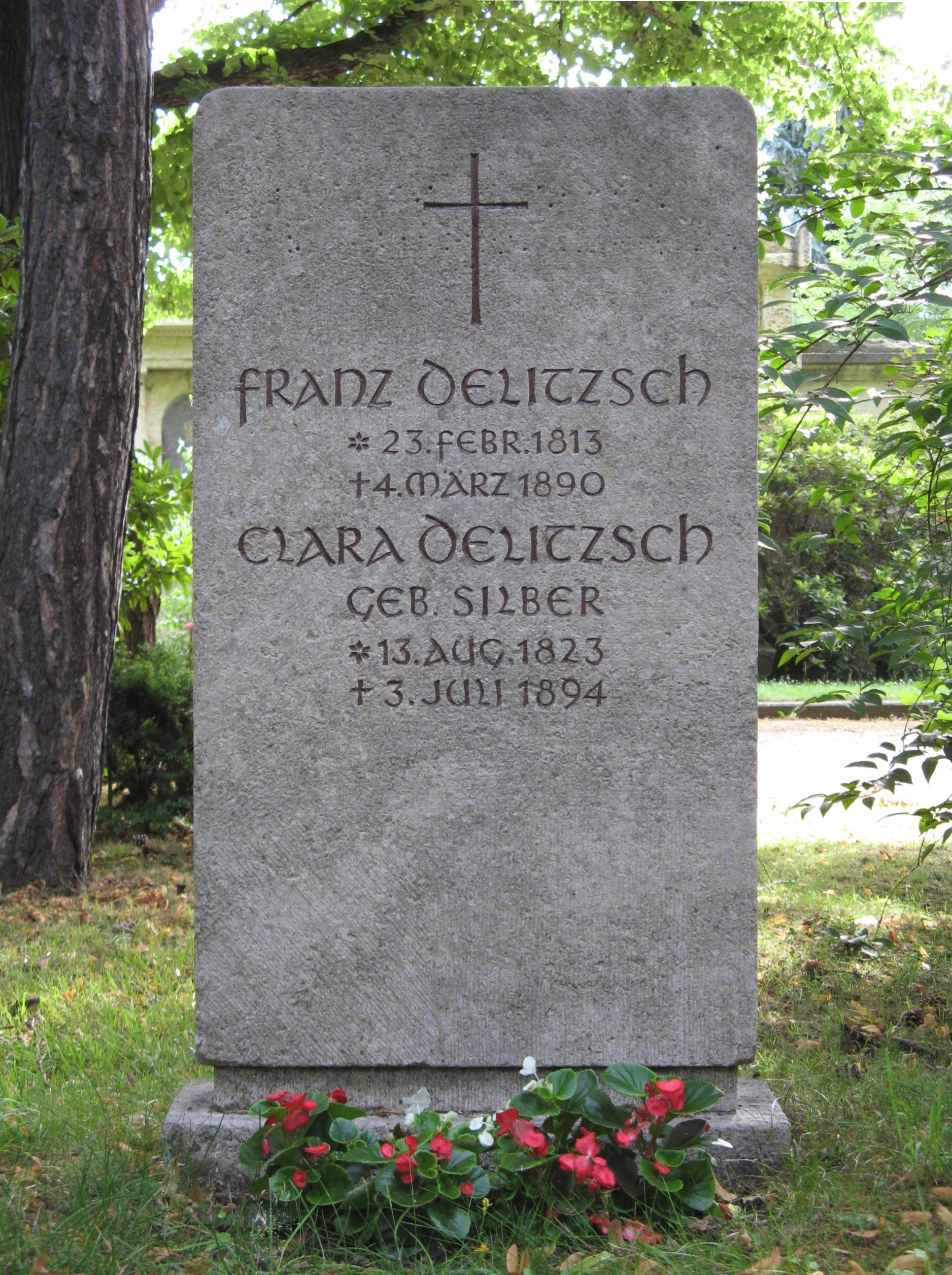
Grabstein von Franz Delitzsch und seiner Frau auf dem Leipziger Südfriedhof

Nach seinem Theologie-Studium zerschlugen sich zunächst Pläne für eine Berufung in Leipzig. Daraufhin lancierte der Delitzsch wohlgesinnte Ernst Wilhelm Hengstenberg jenen für die Neubesetzung der alttestamentlichen Professur in Breslau. Diese kam jedoch ebenso wenig zustande wie eine Berufung nach Königsberg, obwohl der preußische Kultusminister Johann Albrecht Friedrich von Eichhorn sowie die jeweiligen örtlichen Stellen, in Königsberg v. a. Isaak August Dorner, Delitzsch zugetan waren. Grund dafür war dessen Sympathie für die separierten Lutheraner.
In der Zwischenzeit war Delitzsch zum außerordentlichen Professor für Altes Testament an der Universität Leipzig (1844) berufen worden, wenige Jahre später erging der Ruf nach Rostock (1846), von dort aus nach Erlangen (1850) und schließlich wieder nach Leipzig (1867). Seit 1850 war er auswärtiges Mitglied der Bayerischen Akademie der Wissenschaften. Delitzsch galt als großer Kenner der rabbinischen Literatur.
1871 gründete Delitzsch den Evangelisch-Lutherischen Centralverein für Mission unter Israel (heute: Evangelisch-lutherischer Zentralverein für Begegnung von Christen und Juden e. V.).
Unter seinem Einfluss gründeten 1886 einige Leipziger Pfarrer das Institutum Judaicum Delitzschianum mit der Zielsetzung, die Judenmission auf theologisch-wissenschaftlicher Basis in der ganzen Welt zu fördern. Seine Studien und Forschungen am Institut wurden sowohl von christlichen als auch von jüdischen Gelehrten anerkannt, während seine Missionsbestrebungen in jüdischen Gelehrtenkreisen, insbesondere unter den Vertretern der „Wissenschaft des Judentums“, immer wieder zu Irritationen führten.
Franz Delitzsch ist auf dem Leipziger Südfriedhof (I. Abteilung) bestattet.

## Mitgliedschaften
Franz Delitzsch war Mitglied der Deutschen Morgenländischen Gesellschaft.

## Werk
Delitzsch gilt als einer der bedeutendsten alttestamentlichen Exegeten des 19. Jahrhunderts: umfassend gelehrt, ein Kenner des rabbinischen Schrifttums, ein Exeget, der biblisch-theologische Auslegung mit philologischer Akribie verband.
Einer von Delitzschs Schwerpunkten war es, das Neue Testament den Juden bekannt zu machen. Aus diesem Grund arbeitete er 51 Jahre lang an einer Übersetzung des Neuen Testaments in das Hebräische, die 1877 als Berit chadascha (heute: „Brit Chadasha“) herausgegeben wurde.
Ein Wunsch an seine zahlreichen Schüler war, dass sie nie ein Buch schreiben mögen, in dem nicht am Ende Jesus Christus verherrlicht würde. Einer seiner Schüler war der später international bekannte Theologie-Professor Ernst von Dobschütz (1870–1934) in Halle (Saale).
Mit seinem Kollegen Carl Friedrich Keil veröffentlichte Delitzsch über Jahrzehnte die in hohen Auflagen erschienene Keil-Delitzsch-Reihe, den führenden alttestamentlichen Kommentar im 19. Jahrhundert. Außerhalb dieser Reihe erschien 1887 in 5. Auflage sein bedeutender Genesis-Kommentar. Kurz vor seinem Tod nahm er seinem Sohn Friedrich das Versprechen ab, gerade seinen Psalmen-Kommentar noch einmal zu veröffentlichen. Dieser erschien als 5., überarbeitete Auflage im Jahre 1894. Auch der Nachdruck (6. Auflage von 1984) war binnen kurzer Zeit vergriffen.
Delitzsch gilt als „Nestor der deutschen Judenmission“. In seinem theologischen Denken verortet er diese als biblizistisch-eschatologisches Ereignis. Dies bringt er auch anlässlich der Eröffnungsfeier des Institutum Judaicum am 3. November 1886 zum Ausdruck, wenn er, erfüllt von abendländisch-christlichem Superioritätsgefühl, meint: „Das Christentum [wäre] nicht die wahre Religion, wenn es sich nicht als die Geistesmacht auswiese, welche die Menschheit dem Gotte des Heils unterwirft und endlich einmal auch das Judentum geistig überwindet. Es kann nicht Weltreligion werden, ohne das Antichristentum der Synagoge zum Schweigen gebracht zu haben. […] Wie also die Heidenmission, so fördert auch die Judenmission die Vollendung des Reiches Gottes.“

## Ehrungen
Seit 1927 gibt es am Haus Friedrichstraße 7 in Erlangen eine Gedenktafel für Franz Delitzsch und seinen Sohn Friedrich (dessen Geburtshaus), die von 1850 bis 1867 dort wohnten. Außerdem wurde 1948 das Institutum Judaicum Delitzschianum als Teil der Evangelisch-Theologischen Fakultät der Westfälischen Wilhelms-Universität Münster gegründet und nach Delitzsch benannt.

## Schriften (Auswahl)
- Die Genesis. Dörffling und Francke, Leipzig 1852.
- System der biblischen Psychologie. Dörffling und Francke, Leipzig 1855; 2. Auflage 1861.
- (Moritz Drechsler), August Hahn, Franz Delitzsch: Der Prophet Jesaja. Bd. 3, 1857, enthält von Delitzsch nur Schlussbemerkungen zu Jes. 40 f.: S. 361–416 (archive.org).
- Commentar zum Briefe an die Hebräer. Dörffling und Francke, Leipzig 1857 (Digitalisat); Nachdruck, mit einem Geleitwort von Otto Michel: Brunnen, Gießen/Basel 1989.
- Handschriftliche Funde: Die Erasmischen Entstellungen des Textes der Apokalypse. Leipzig 1861 (archive.org).
- Ein Tag in Capernaum. Justus Naumann, Leipzig 1871.
- Biblischer Commentar über die Psalmen; später: Die Psalmen. Dörffling und Franke, Leipzig 1867; Nachdruck der fünften, bearbeiteten Auflage 1894: Brunnen, Gießen/Basel 2005.
- Hoheslied und Koheleth. Dörffling und Francke, Leipzig 1875.
- Berit chadascha, hebräische Übersetzung des Neuen Testaments, 1877 (an der Delitzsch über fünfzig Jahre gearbeitet hatte).
- Rohling’s Talmudjude beleuchtet. Leipzig 1881 (Delitzschs Nachweis von August Rohlings Fälschungen und Entstellungen; archive.org).
- Neueste Traumgesichte des antisemitischen Propheten. Sendschreiben an Prof. Zöckler in Greifswald. Deichert, Erlangen 1883.
- The Hebrew New Testament of the British and Foreign Bible Society. A contribution to Hebrew Philosophy. Dörffling und Franke, Leipzig 1883 (Digitalisat in der Digitalen Bibliothek Mecklenburg-Vorpommern)
- Neuer Kommentar über die Genesis. Dörffling und Franke, Leipzig 1887; Nachdruck, mit einem Geleitwort von Siegfried Wagner: Brunnen, Gießen/Basel 1999.
- mit Hermann Riek: Ein Briefwechsel zwischen Professor Franz Delitzsch in Leipzig und Dr. Hermann Riek, Wien 1888.
- Messianische Weissagungen in geschichtlicher Folge. Faber, Leipzig 1890; Nachdruck, mit einem Geleitwort von Gerhard Maier: Brunnen, Gießen/Basel 1992.